# Dansk Vampyr Selskab
Dansk Vampyr Selskab var en forening for folk med interesse for vampyrer, varulve, Frankenstein, horror, skræklitteratur og skrækfilm. Dansk Vampyr Selskab blev stiftet i 1978 og nedlagt i 1986. Foreningens stifter og formand var Niels K. Petersen. Foreningen havde to æresmedlemmer, forfatterne Dan Turèll og Erwin Neutzsky-Wulff, der begge har skrevet om vampyrer. Dansk Vampyr Selskab udgav tidsskriftet Nosferatu, der udkom med 5 numre i årene 1979 – 1982, og en række interne nyhedsbreve. En del af selskabets medlemmer stiftede i 1986 foreningen Tartaros - selskabet for den fantastiske genre.

## Nosferatu
Foreningen udgav tidsskriftet Nosferatu (ISSN 0106-3367) om vampyrer, horror og beslægtede emner, i fem numre mellem 1979 og 1982.
Bladet blev redigeret af foreningens formand Niels K. Petersen, som selv bidrog med en række historiske artikler om vampyrer rundt om i verden; hans leder i det første nummer ("Jeg anser vampyren som et væsen, der skal have ret til at eksistere. Et væsen, der er misforstået. Et væsen, der er blevet sjoflet så det er uhyggeligt.") er legendarisk blandt vampyr-interesserede.[kilde mangler]
Blandt bladets øvrige skribenter var Nicolas Barbano og Julian Le Fay. Flere numre havde illustrationer af Mårdøn Smet.
Udgivelser
1. Nosferatu (juni 1979)
2. Nosferatu (juli 1980)
3. Nosferatu (oktober 1980)
4. Nosferatu (sommer 1982)
5. Nosferatu (efterår 1982)